# 皮奥伊州卡劳巴什
皮奥伊州卡劳巴什（葡萄牙語：Caraúbas do Piauí）是巴西皮奥伊州的一个市镇。总面积471.447平方公里，总人口5446人，人口密度11.6人/平方公里。